# Inserción migratoria
Una inserción migratoria es un tipo de reacción en la química organometálica en el que dos ligandos en un complejo metálico se combinan. Es un subconjunto de las reacciones de inserción, y ambas se diferencian por el mecanismo que conduce a la estereoquímica de los productos resultantes. Sin embargo, a menudo los dos se usan indistintamente ya que el mecanismo es a veces desconocido. Por lo tanto, las reacciones de inserción migratoria o reacciones de inserción, para abreviar, se definen no por el mecanismo, sino por la regioselectividad.
A  +  B-C    →    B-A-C

## Tipos de inserción migratoria
En la inserción migratoria, un ligando que es visto como un anión (X) en el complejo metálico y un ligando que es visto como pareja neutral, generan un nuevo ligando aniónico al reaccionar entre sí. Los ligandos aniónicos y neutros que reaccionan son adyacentes. Si el complejo precursor está saturado coordinativamente, la inserción migratoria a menudo da un producto insaturado coordinativamente. Un nuevo ligando (neutro) puede reaccionar con el metal produciendo una inserción más. El proceso puede ocurrir muchas veces en un solo metal, como en la polimerización de olefinas.
El ligando aniónico puede ser: H- (hidruro), R- (alquilo), R(O)- acilo, Ar- (arilo), o OR- (alcóxido). La capacidad de estos grupos para migrar se llama su aptitud migratoria. El ligando neutro puede ser CO, alqueno, alquino, o en algunos casos, incluso carbeno.
Diversas reacciones se aplican a la inserción migratoria. Un mecanismo implica el ataque del ligando aniónico en la parte electrofílica del ligando neutro (el ligando aniónico migra al ligando neutro). El otro mecanismo implica la inserción del ligando neutro entre el metal y el ligando aniónico.
Un ejemplo de reacción de inserción migratoria típica consiste en la inserción migratoria de CO:

## Inserción de CO
La inserción de monóxido de carbono en un enlaces metal-carbono para formar un grupo acilo es la base de reacciones de carbonilación, que proporciona muchos productos comercialmente útiles.

### Mecanismo
El CO se inserta en un enlace alquilo-metal (M-R) a través de la inserción migratoria. El concepto clave es que tanto el CO como los grupos alquilo son ligandos en el mismo metal. Por ejemplo, la reacción del 13CO (monóxido de carbono marcado isotópicamente) con Mn(CO)5CH3 forman exclusivamente Mn(CO)4(13CO)COCH3. El grupo alquilo migra intramolecularmente a un ligando CO adyacente dentro de la esfera de coordinación del centro de Mn (I). Después de la migración, el metal se une CO libre (ver figura siguiente):

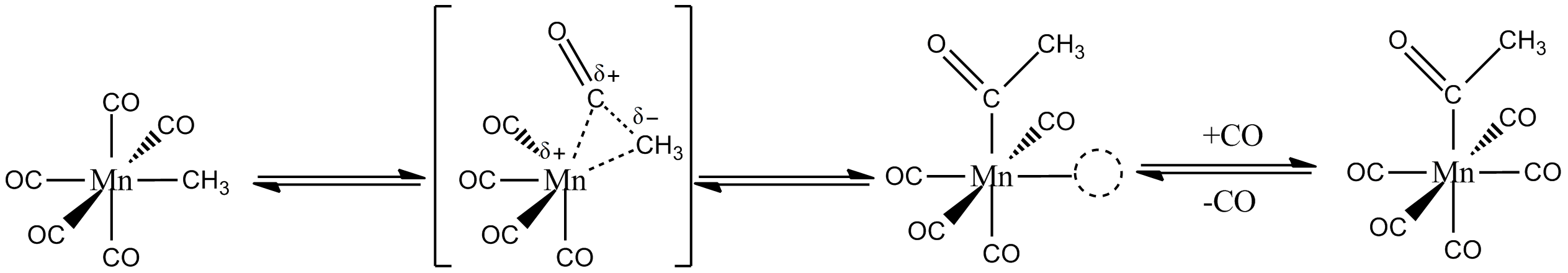
Mecanismo de reacción para la inserción de CO en un complejo octaédrico

La inserción de CO no siempre implica la migración. El tratamiento de CpFe(L)(CO)CH3 con 13CO produce una mezcla de productos de migración de alquilo y productos formados por la inserción del carbonilo en el grupo metilo. La distribución del producto se ve influida por la elección del disolvente.
Los derivados de alquilo de complejos planocuadrados dan reacciones de inserción nucleofílica. Estas reacciones de inserción en los complejos plano-cuadrados son de particular interés debido a sus aplicaciones industriales. Como estos complejos planocuadrados son a menudo coordinativamente insaturados, son susceptibles de la formación de aductos pentacoordinados, que se someten a la inserción migratoria fácilmente. En la mayoría de los casos se prefiere la vía de la migración en el plano, a diferencia de la vía nucleófila, que es inhibida por un exceso de CO.

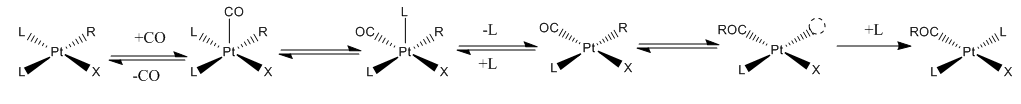
Inserción nucleofílica y reordenación de un complejo planar cuadrado

## Inserción de alquenos en enlaces M-C
La inserción de alquenos en enlaces metal-carbono (M-C) es importante. La inserción de etileno y propileno en alquilos de titanio es la piedra angular de la catálisis Ziegler-Natta, la principal fuente de polietileno y polipropileno. La mayoría de esta tecnología consiste en catalizadores heterogéneos, pero se supone, en general, que los principios y observaciones sobre sistemas homogéneos que se usan actualmente en la industria son aplicables a las versiones de estado sólido. Otras tecnologías relacionadas incluyen el Proceso SHOP (del inglés, Shell Higher Olefin Process) que produce precursores de detergentes.

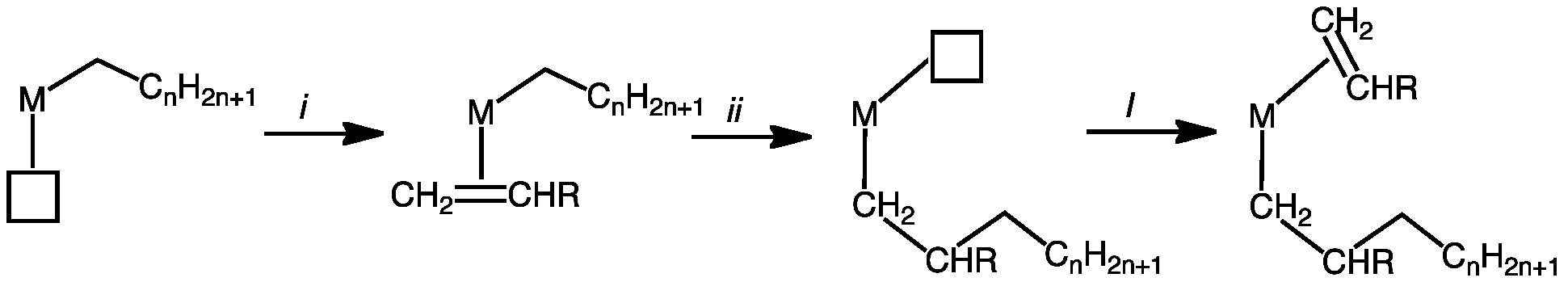
Pasos en la polimerización de un alqueno. El paso i implica la unión del monómero al metal y la etapa ii implica la etapa de inserción migratoria. Estos pasos, que se alternan de un lado del centro metálico al otro, se repiten muchas veces para cada cadena de polímero. El cuadrado representa un sitio de coordinación vacante (o extremadamente lábil).

## Inserción de alquenos en enlaces M-H
La inserción de alquenos en enlaces metal-hidrógeno (M-H) es una etapa clave en las reacciones de hidrogenación y de hidroformilación. La reacción implica la combinación entre el alqueno y los ligandos hidruro dentro de la esfera de coordinación de un catalizador. En la hidrogenación, el ligando alquilo resultante se combina con un segundo hidruro para dar el alcano. Reacciones análogas se aplican a la hidrogenación de alquinos: un ligando alquenilo se combina con un hidruro para eliminar un alqueno.

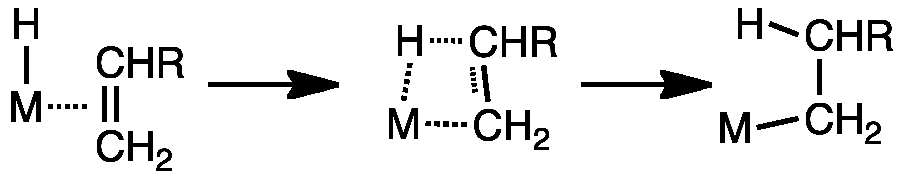
Inserción migratoria de un alqueno en un hidruro de metal. La imagen del medio muestra el estado de transición. Observe que el carbono menos sustituido tiende a unirse con el metal, al menos por lo general. La reacción inversa se llama Beta-eliminación.

## Aplicaciones industriales

### Carbonilación
Dos aplicaciones ampliamente empleadas de inserción migratoria de grupos carbonilo (CO) son la hidroformilación y la producción de ácido acético mediante carbonilación de metanol. El primero convierte alquenos, hidrógeno y monóxido de carbono en aldehídos. La producción de ácido acético mediante carbonilación procede a través de dos procesos industriales similares. Más tradicional es el proceso de ácido acético de Monsanto, que se basa en el catalizador de rodio-yodo para transformar metanol en ácido acético. Este proceso ha sido reemplazado por el proceso de Cativá que utiliza un catalizador de iridio similar, [Ir(CO)2I2]- (1). En el año 2002, la producción anual mundial de ácido acético se situó en 6 millones de toneladas, de las cuales aproximadamente el 60% se produjo por el proceso Cativa.
El ciclo catalítico del proceso Cativa, mostrado anteriormente, incluye tanto los pasos de inserción como desinserción. La reacción de adición oxidativa del yoduro de metilo con (1) implica la inserción formal del átomo de iridio (I) en el enlace carbono-yodo, mientras que la etapa de (3) a (4) es un ejemplo de inserción migratoria de monóxido de carbono en el enlace iridio-carbono. La especie de catalizador activo se regenera por la eliminación reductora de yoduro de acetilo a partir de (4), una reacción de desinserción.

### Polimerización olefínica
Las aplicaciones industriales de las inserciones de alqueno incluyen rutas catalizadas por metales para obtener polietileno y polipropileno. Estos catalizadores se conocen como catalizadores de Ziegler-Natta. En estas reacciones, el etileno se coordina al metal de titanio, seguido por su inserción. Estos pasos se pueden repetir varias veces, conduciendo a la obtención de polímeros de alto peso molecular.